# Уилер, Адам
Адам Уилер (англ. Adam Wheeler, р.24 марта 1981) — американский борец греко-римского стиля, призёр Олимпийских игр и панамериканских чемпионатов.

## Биография
Родился в 1981 году в Ланкастере (штат Калифорния). В 2005 году выиграл престижный турнир Нью-Йоркского атлетического клуба. В 2006 году занял 2-е место на Панамериканском чемпионате по борьбе. В 2008 году стал бронзовым призёром Олимпийских игр в Пекине.